# محمدآباد شکور
محمدآباد شکور روستایی در دهستان استبرق، بخش مرکزی شهرستان شهربابک در استان کرمان است.
جمعیت این روستا در سال ۱۳۸۵، ۶۸۳ نفر بوده است.